# Mramani
Mramani (auch: M’Ramani) ist eine Siedlung auf der Komoreninsel Anjouan im Indischen Ozean. 2016 hatte der Ort ca. 5126 Einwohner.

## Geografie
Der Ort liegt am Südzipfel von Anjouan zwischen Kyo und Antsahé an der Ostküste.
Im Ort gibt es eine Grundschule und eine Moschee (Mosquée De Nkozini).
Der Ort ist nicht zu verwechseln mit dem weiter nördlich gelegenen Mrémani.

## Klima
Nach dem Köppen-Geiger-System zeichnet sich Mramani durch ein tropisches Klima mit der Kurzbezeichnung Am aus. Die Temperaturen sind das ganze Jahr über konstant und liegen zwischen 20 °C und 25 °C.